# Oeuvre van Georg Philipp Telemann
Hieronder volgt een lijst van werken van Georg Philipp Telemann, gerangschikt naar het genre van de composities.

## Composities (Selectie)

### Werken voor orkest
- 1723 Wasser-Ouverture «Hamburger Ebb und Fluth», voor de 100-jaar viering van het Hamburger Admiralitätskollegium op 6 april 1723 (ook als Musica maritima bekend), (TWV 55: C3)
  1. Ouverture
  2. Sarabande: Die schlaffende Thetis
  3. Bouree: Die erwachende Thetis
  4. Loure: Die verliebte Neptunus
  5. Gavotte: Die spielenden Najaden
  6. Harlequinade: Der scherzende Tritonus
  7. Der stürmende Aeolus
  8. Menuet: Der angenehme Zephir
  9. Gigue: Ebb und Fluth
  10. Canarie: Die lustigen Bots-Leut
- 1733 Tafelmusik I
  1. Ouverture (Suite) e-mineur, voor twee fluiten, strijkers en basso continuo, TWV 55:e1
    1. Ouverture: Lentement - Vite - Lentement
    2. Rejouissance
    3. Rondeau
    4. Loure
    5. Passepied
    6. Air
    7. Gigue

  2. Kwartet G-majeur, voor fluit, hobo, viool en basso continuo, TWV 43:G2
    1. Largo - Allegro - Largo
    2. Vivace - Moderato - Vivace
    3. Grave
    4. Vivace

  3. Concert A-majeur, voor fluit, viool, strijkers en basso continuo, TWV 53:A2
    1. Largo
    2. Allegro
    3. Grazioso
    4. Allegro

  4. Trio Es-majeur, voor twee violen en basso continuo, TWV 42:Es1
    1. Affettuoso
    2. Vivace (attacca)
    3. Grave
    4. Allegro

  5. Solo (Sonata) b-mineur, voor fluit en basso continuo, TWV 41:h4
    1. Cantabile
    2. Allegro
    3. Dolce
    4. Allegro

  6. Conclusion e-mineur, voor twee fluiten, strijkers en basso continuo, TWV 50:5
    1. Sinfonia
- 1733 Tafelmusik II
  1. Ouverture (Suite) D-majeur, voor hobo, trompet, strijkers en basso continuo, TWV 55:D1
    1. Ouverture
    2. Air: Tempo giusto
    3. Air: Vivace
    4. Air: Presto
    5. Air: Allegro

  2. Kwartet d-mineur, voor twee dwarsfluiten, blokfluit (fagot of cello)) en basso continuo, TWV 43:d1
    1. Andante
    2. Vivace
    3. Largo
    4. Allegro

  3. Concert F-majeur, voor drie violen, strijkers en basso continuo, TWV 53:F1
    1. Allegro
    2. Largo
    3. Vivace

  4. Trio e-mineur, voor fluit, hobo en klavecimbel, TWV 42:e2
    1. Affettuoso
    2. Allegro
    3. Dolce
    4. Vivace

  5. Solo (Sonata) A-majeur, voor viool en basso continuo, TWV 41:A4
    1. Andante
    2. Vivace
    3. Cantabile
    4. Allegro – Adagio – Allegro – Adagio

  6. Conclusion D-majeur, voor hobo, trompet en orkest, TWV 50:9
    1. Allegro - Adagio - Allegro
- 1733 Tafelmusik III
  1. Ouverture (Suite) Bes-majeur, voor twee hobo's, strijkers en basso continuo, TWV 55:B1
    1. Ouverture
    2. Bergerie (un peu vivement)
    3. Allegresse (vite)
    4. Postillons
    5. Flaterie
    6. Badinage (très vite)
    7. Menuet

  2. Kwartet e-mineur, voor fluit, viool, cello en basso continuo, TWV 43:e2
    1. Adagio
    2. Allegro
    3. Dolce
    4. Allegro

  3. Concert Es-majeur, voor twee hoorns, strijkers en basso continuo, TWV 54:Es1
    1. Maestoso
    2. Allegro
    3. Grave
    4. Vivace

  4. Trio D-majeur, voor twee fluiten en basso continuo, TWV 42:D5
    1. Andante
    2. Allegro
    3. Grave - Largo - Grave
    4. Vivace

  5. Solo (Sonata) g-mineur, voor hobo en basso continuo, TWV 41:g6
    1. Largo
    2. Presto: Tempo giusto
    3. Andante
    4. Allegro

  6. Conclusion Bes-majeur, voor orkest, TWV 50:10
    1. Allegro – Adagio – Allegro
- Älster-Ouverture F-majeur
  1. Ouvertüre
  2. Die canonierende Pallas
  3. Das Älster Echo
  4. Die Hamburgischen Glockenspiele
  5. Der Schwanen Gesang
  6. Der Älster Schäffer Dorff Music
  7. Die concertierenden Frösche (und) Krähen
  8. Der ruhende Pan
  9. Der Schäffer und Nymphen eilfertiger Abzug
- Burlesque, voor strijkorkest
  1. Ouverture
  2. Scaramouches
  3. Harlquinade
  4. Colombine
  5. Pierrot
  6. Menuet I
  7. Menuet II
  8. Mezzetin
- Der getreue Music-Meister, 68 stukken voor orkest
- Divertiment D-majeur, voor twee trompetten, strijkers en basso continuo
- Heldenmusik - Douce Marches héroique
- La Bourse, orkestsuite
  1. Ouverture
  2. Le repos interrompu
  3. La Guerre en la Paix
  4. Les Vainqueurs vaincus
  5. La Solitude associée
  6. L'Éspérance de Mississippi
- La Lyra, voor strijkorkest
  1. Ouverture
  2. Menuet I
  3. Menuet II
  4. La Vielle
  5. Sicilienne avec Cadenze
  6. Rondeau
  7. Bourrée I
  8. Bourrée II
  9. Gigue
- Orchestersuite G-majeur «Burlesque de Quixotte»
- Ouverture D-majeur «La Galante»
- Ouverture des Nations anciens et modernes, voor strijkers en basso continuo (TWV 55:G4)
- Ouverture fis-mineur, voor strijkers en basso continuo (TWV 55:fis1)
- Ouverture g-mineur, (TWV 55:g4)
- Ouverture pour Mo. le Laqndgrave Louis VIII. d'Hessen-Darmstadt
- Ouverture G-majeur "La Putain", voor strijkers en basso continuo (TWV Anh. 55: G1)
- Ouverture und Conclusion D-majeur, uit de "Tafelmusik II", voor hobo, fagot, strijkers en basso continuo (TWV 55:D1)
- Ouverture und Conclusion e-mineur, uit de "Tafelmusik I", voor twee fluiten, strijkers en basso continuo (TWV 55:e1)
- Pyrmonter Kurwoche
  1. 7 Scherzi melodichi (viool, altviool, basso continuo)
    1. Lunedi (TWV 43:A4)
    2. Martedi (TWV 43:B3)
    3. Mercoledi (TWV 43:G5)
    4. Giovedi (TWV 43:Es2)
    5. Venerdi (TWV 43:e4)
    6. Sabbato (TWV 43:g3)
    7. Domenica (TWV 43:D7)

  2. 6 Corellisierende Sonaten (2 violen, fluit, basso continuo)
    1. TWV 42:F2
    2. TWV 42:A5
    3. TWV 42:h3
    4. TWV 42:E3
    5. TWV 42:g4
    6. TWV 42:D8
- Sechs Orchestersuiten nach "Die Kleine Kammermusik" (1716)
  1. Suite in Es-majeur TWV 55:Es 5
  2. Suite in Bes-majeur TWV 55:B 2
  3. Suite in g-mineur TWV 55:g3
  4. Suite in e-mineur TWV 55:e6
  5. Suite in G-majeur TWV 55:G2
  6. Suite in c-mineur TWV 55:c3
- Suite C-majeur «La Boufonne»
- Suite g-mineur «La Changeante»
- Suite Bes-majeur «Burlesque»
- Suite D-majeur, voor trompet, strijkers, twee obl. hobo's en basso continuo (orgel)
- Suite (Ouverture) in F-majeur, voor strijkers, 2 hoorns ad libitum, 2 hobo's, fagot colla parte en basso continuo, TWV 55:F1
  1. Ouvertüre
  2. Pastourelle: Modéré
  3. Rondeau
  4. Gigue
  5. Loure
  6. Menuet
  7. Chaconne
- Suite (Ouverture) in A-majeur, voor strijkers en basso continuo, TWV 55: A1
  1. Ouvertüre
  2. Branle - Gaillarde
  3. Gaillarde
  4. Sarabande
  5. Réjouissance
  6. Passepied
  7. Canarie
- Suite (Ouverture) in Es-majeur, voor strijkers, 2 hoorns ad libitum, 2 hobo's, fagot colla parte en basso continuo, TWV 55:ES1
  1. Ouvertüre
  2. La douceur
  3. Menuet
  4. Les coureurs
  5. Air
  6. Les gladiateurs
  7. Les querelleurs
- Suite (Ouverture) in a-mineur, voor strijkers, 2 hobo's, fagot colla parte en basso continuo, TWV 55:a1
  1. Ouvertüre
  2. Rondeau
  3. Gavotte
  4. Courante
  5. Rigaudon
  6. Forlane
  7. Menuet
- Suite (Ouverture) in D-majeur, voor strijkers, 2 hoorns ad libitum, 2 hobo's, fagot colla parte en basso continuo, TWV 55:D2
  1. Ouvertüre
  2. Hornpipe
  3. Entrée
  4. Bourrée
  5. Villanelle: Modéré
  6. Menuet
  7. Passacaille
- Suite (Ouverture) in g-mineur, voor strijkers, 2 hobo's, fagot colla parte en basso continuo, TWV 55:g1
  1. Ouvertüre
  2. Napolitaine
  3. Polonoise
  4. Mourky
  5. Menuet
  6. Musette
  7. Harlequinade
- Völker Ouverture

### Concerti met orkest of instrumenten
- 11 Concerten voor dwarsfluit (flauto traverso)
- 4 Concerten voor twee fluiten
- 2 Concerten voor blokfluit
- 1 Concert voor blokfluit en fagot
- 8 Concerten voor hobo
- 2 Concerten voor hobo d'amore
- 1 Concert voor twee hobo's d'amore
- 2 Concerten voor chalumeau
- 1 Concert voor trompet
- 2 Concerten met drie trompetten
- 1 Concert voor hoorn
- 5 Concerten voor twee hoorns
- Concerto D-majeur, voor drie trompetten, twee hobo's, pauken, strijkers en basso continuo
- Concerto D-majeur, voor drie trompetten, twee hobo's, pauken, strijkers en basso continuo
- Concerto D-majeur, voor twee hobo's, trompet, strijkers en basso continuo
- Concerto Bes-majeur, voor twee fluiten, twee hobo's, strijkers en basso continuo
- Concerto E-majeur, voor fluit, hobo d'amore, viola da gamba, strijkers en basso continuo
- Concerto D-majeur, voor drie hoorns, viool, strijkers en basso continuo
- Concerto D-majeur, voor trompet, twee hobo's, strijkers en basso continuo
- Concerto Bes-majeur, voor drie hobo's, drie violen en basso continuo
- Concerto a-mineur, voor blokfluit, hobo, viool en basso continuo
- Concerto e-mineur, voor blokfluit, dwarsfluit, strijkers en basso continuo
  1. Largo
  2. Allegro
  3. Largo
  4. Presto
- Concerto g-mineur, voor twee violen, strijkers en basso continuo
- Concerto a-mineur, voor viool, strijkers en basso continuo (TWV 51:a2)
- Concerto C-majeur, voor viool, twee hobo's, strijkers en basso continuo (TWV 51:C2)
- Concerto C-majeur, voor viool, twee hobo's, strijkers en basso continuo (TWV 51:C3)
- Concerto D-majeur, voor viool, strijkers en basso continuo (TWV 51:D9)
- Concerto D-majeur, voor viool, strijkers en basso continuo (TWV 51:D10)
- Concerto E-majeur, voor viool, strijkers en basso continuo (TWV 51:E2)
- Concerto e-mineur, voor viool, strijkers en basso continuo (TWV 51:e3)
- Concerto F-majeur, voor viool, strijkers en basso continuo (TWV 51:F2)
- Concerto G-majeur, voor viool, strijkers en basso continuo (TWV 51:G7)
- Concerto G-majeur, voor viool, twee hobo's, strijkers en basso continuo (TWV 51:G8)
- Concerto G-majeur. voor altviool, strijkers en basso continuo (TWV 51:G9)
- Concerto g-mineur, voor viool, strijkers en basso continuo (TWV 51:g1)
- Concerto b-mineur, voor viool, strijkers en basso continuo (TWV 51:h2)
- Concerto G-majeur. voor twee altviolen, strijkers en basso continuo (TWV 52:G3)
- Concerto G-majeur, voor twee traverso's, fagot, strijkers en basso continuo (TWV 53:G1)
  1. Geen aanduiding
  2. Allegro
  3. Largo
  4. Presto
- Concerto B-majeur, voor twee blokfluiten, twee hobo's, strijkers en basso continuo (TWV 54:B2)
  1. Andante
  2. Presto
  3. Cantabile
  4. Allegro
- Concerto A-majeur, voor twee violen en orkest
- Concerto F-majeur, voor altblokfluit, viola da gamba en orkest
- Concerto e-mineur, voor twee hobo's, viool, strijkers en basso continuo
- een groot aantal concerti grossi

### Werken voor koor en orkest of instrumenten

#### Oratoria en passie-muzieken
- 1716 Brockes-Passion, Passie-oratorium naar Barthold Heinrich Brockes (TWV 5:1)
- 1716 Der für die Sünde der Welt gemarterte Jesus , Passie-oratorium voor solisten, gemengd koor en orkest
- 1716 Auf Christenheit! Begeh ein Freudenfest, oratorium (TWV 12:1a en b)
- 1722 Seliges Erwägen, Passie-oratorium
- 1728 Lukas-Passion, (TWV 5: 13)
- 1730 Matthäus-Passion, (TWV 5:15)
- 1734 Matthäus-Passion, (TWV 5:19)
- 1735 Markus-Passion, (TWV 5:20)
- 1740 Lukas-Passion
- 1744 Lukas-Passion, (TWV 5: 29)
- 1745 Johannespassion "Ein Lämmlein geht und trägt die Schuld", (TWV 5:30)
- 1746 Matthäus-Passion, (TWV 5: 31)
- 1754 Matthäus-Passion «Danziger Passion» (TWV 5:39)
- 1755 Der Tod Jesu
- 1756 Passion nach Lukas (TWV 5:41)
- 1759 Markus-Passion, (TWV 5:44)
- 1763 Passion nach Markus (TWV 5:48)
- 1756 Die Donnerode, teksten naar Psalm 8 en 29, voor sopraan, tenor, bariton, bas, gemengd koor en orkest (TWV 6:3)
- 1761 Die Auferstehung und Himmelfahrt Jesu (TWV 6:6)
- 1765 Der Tag des Gerichts (TWV 6:8)
- Oratorium für das Johanneum in Hannover (TWV 14:5)

#### Cantates
- 1711 Nun komm der Heiden Heiland, cantate voor de 1e advent, (TWV 1:1177)
- 1711 Der jüngste Tag wird bald sein Ziel erreichen, cantate voor de 2e advent, (TWV 1:302)
- 1711 Mein Kind, willt du Gottes Diener sein, cantate voor de 3e advent, (TWV 1:1130)
- 1711 Ihr seid alle Gottes Kinder, cantate voor de 4e advent, (TWV 1:916)
- 1711 Uns ist ein Kind geboren, cantate voor de 1e kerstdag, (TWV 1:1451)
- 1711 Gelobet seist du, Jesu Christ, cantate voor de 2e kerstdag, (TWV 1:612)
- 1711 Das Wort Jesus Christus, cantate voor de 3e kerstdag, (TWV 1:200)
- 1711 Danket dem Herrn, cantate voor de zondag na kerstmis, (TWV 1:163)
- 1716 Deutschland grünt und blüht in Friede, (TWV 12:1c)
- 1717-1718 Nun komm der Heiden Heiland, cantate voor de 1e advent, (TWV 1:1174)
- 1717-1718 Der jüngste Tag wird bald sein Ziel erreichen, cantate voor de 2e advent, (TWV 1:301)
- 1717-1718 Ihr seid alle Gottes Kinder, cantate voor de 3e advent, (TWV 1:915)
- 1717-1718 Gelobet seist Du, Jesu Christ, cantate voor de 4e advent, (TWV 1:611)
- 1733 Serenata eroica, cantate - treurmuziek voor de Koning August II van Polen of Keurvorst Frederik August I van Saksen voor solisten, koor en orkest
- 1756 Das befreite Israel, cantate naar Friedrich Wilhelm Zachariae over Mose 2, 15, voor sopraan, alt, tenor, bariton, bas, gemengd koor en orkest (TWV 6:5)
- 1757 De Danske, Norske og Tydske Undersaaters Glæde (TWV 12:10)
- 1757 Die Tageszeiten, voor sopraan, alt, tenor, bas, gemengd koor, orkest en basso continuo - tekst: Friedrich Wilhelm Zachariae (TWV 20:39)
  1. cantate: Der anbrechende Tag (Morgen)
  2. cantate: Der Mittag
  3. cantate: Der Abend
  4. cantate: Die Nacht

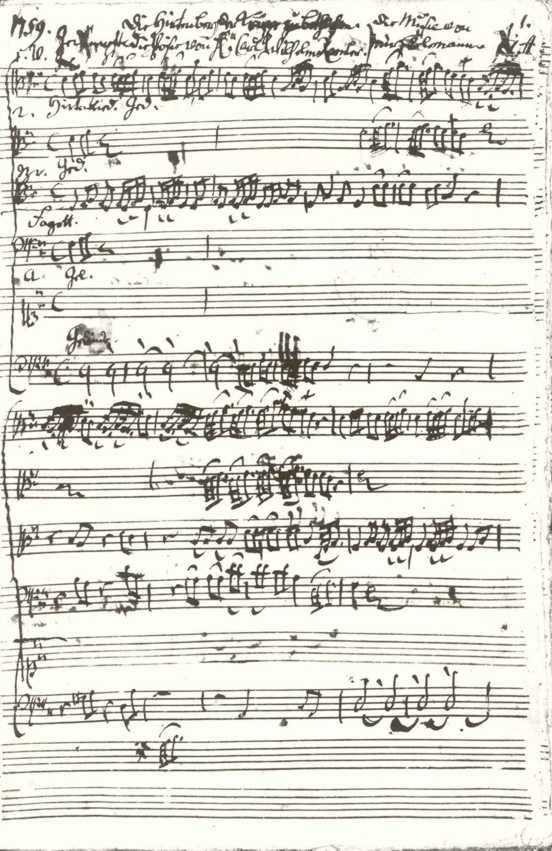
Die Hirten bei der Krippe (1759)

- 1759 Die Hirten bei der Krippe, cantate, (TWV 1:797)
- Das Glück - Guten Morgen, faules Glücke, cantate vanuit de moralische cantates
- Der Schulmeister, cantate voor bas, jongenkoor, strijkers en basso continuo, (TWV 20:57)
- Du aber, Daniel, gehe hin, Treurcantate
- Du bist verflucht, cantate voor laetare (TWV 1:385)
- Ergeuß dich zur Salbung, cantate (TWV 1:447)
- Erscheine Gott, in deinem Tempel, cantate (TWV 1:471)
- Hemmet den Eifer, cantate voor de 4e zondag naar Epiphanias (TWV 1:730)
- Ich hebe meine Augen auf zu den Bergen, cantate naar psalm 121, voor zangstem en instrumenten (TWV 1:844)
- Ich weiß, daß mein Erlöser lebt, cantate (TWV 1:873)
- Ihr Völker, hört, cantate (TWV 1: 921)
- In dulci jubilo, cantate voor het kerstfeest  (TWV 1:939)
- Kein Vogel kann in Weiten fliegen, cantate (TWV 1:994)
- Lauter Wonne, lauter Freude, cantate voor de 4e Advent (TWV 1:1040)
- Lobt Gott, ihr Christen allzugleich, cantate
- Machet die Tore weit, cantate voor de 1e Advent (TWV 1:1074)
- Nach Finsternis und Todesschatten, cantate (TWV 1:1150)
- Packe dich, gelähmter Drache, (TWV 1:1222)
- Schaut die Demut Palmen tragen, cantate (TWV 1:1245)
- Seele lerne dich erkennen, cantate voor Estomihi, (TWV 1:1258)
- Triumph ihr Frommen Freuet euch, cantate voor de eerste zondag na Pasen (TWV 1:1424)
- Und es waren Hirten in derselben Gegend, cantate (TWV 1:1435)
- Was für ein jauchzendes Gedränge, cantate voor de eerste zondag van de Advent (TWV 1:1509)
- Was gleicht dem Adel wahrer Christen, cantate nr. 72  (TWV 1:1511)
- Was ist mir doch das Rühmen nütze, cantate  (TWV 1:1521)
- Wie würd' es uns ergehn, cantate voor de feestdag van St. Michaël, 29 september (TWV 1:1649)

#### Psalmen en andere werken

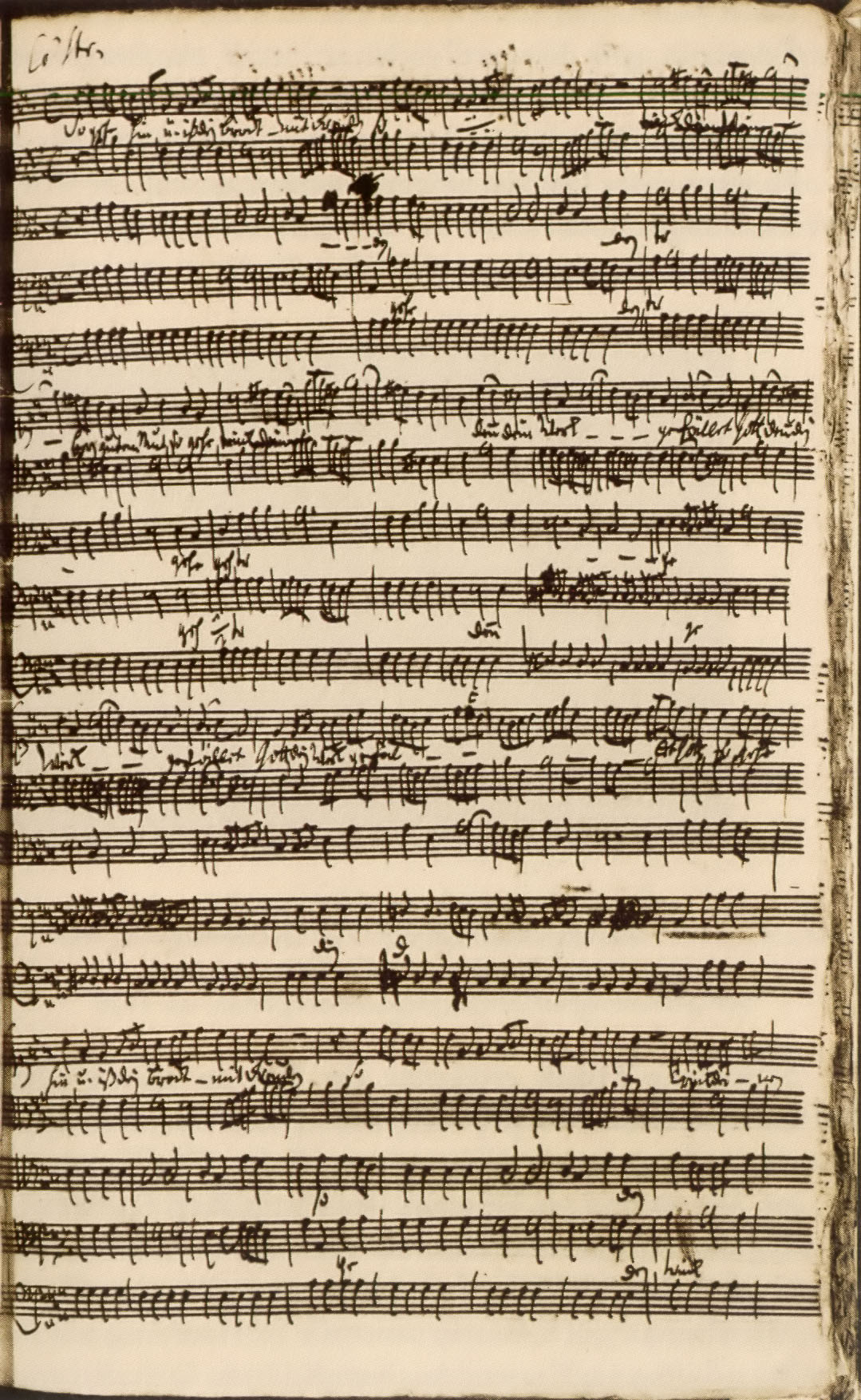
Slotkoor uit de "Musik zum Konvivium der Bürgerkapitäne" (1730)

- 1730 Musik zum Konvivium der Bürgerkapitäne
  1. Oratorium Jauchze, jubilier und singe (TWV 15:5)
    1. 19 Rezitative, Arien und Chöre

  2. Serenata "Zu Walle, ruft alle"
    1. 29 Rezitative und Arien
- 1739 Musik zur Einweihung der St. Nicolaikirche Billwerder "Siehe da! Eine Hütte Gottes bei den Menschen", (TVWV 2:3)
- 1747 Musik zur Einweihung der Heiligen Dreieinigkeitskirche in St. Georg "Heilig, heilig, heilig ist Gott", (TVWV 2:6)
- 1751 Musik zur Einweihung der Kirche in Neuenstädten (Nienstedten) "Zerschmettert die Götzen", (TVWV 2:7)
- Ach, Herr, strafe mich nicht, Psalm 6, voor alt solo en instrumenten
- Amen, Lob und Ehre, motet voor achtstemmig gemengd koor  (TWV 8:2)
- Ich danke dem Herrn von ganzem Herzen, psalm 111, voor soli, gemengd koor en orkest (TWV 7:14)
- Jauchzet dem Herrn alle Welt, psalm 100, voor zangstem en instrumenten (TWV 7:20)
- Lobet den Herrn, alle Heiden, psalm 117, voor soli, gemengd koor en orkest
- Seliges Erwägen, (TWV 5: 2)
- Singet dem Herrn, psalm 96, (TWV 7: 30)

### Muziektheater

#### Opera's
| Voltooid in   | titel                                                                                                  | aktes             | première                                                   | libretto                                                             |
| ------------- | --- | ----------------- | ---------------------------------------------------------- | -------------------------------------------------------------------- |
| 1701/1709     | Narcissus (TWV 21:5)                                                                                   | 3 aktes           | 1701 en 1709, Leipzig                                      | Johann Christian Rau, naar Apostolo Zeno                             |
| 1703-1704     | Der lachende Democritus (TWV 21:1)                                                                     | 3 aktes           | 1703/1704, Leipzig (verloren gegaan)                       |                                                                      |
| 1703/1705     | Ferdinand und Isabella (TWV 21:2)                                                                      | 5 aktes           | 1703/1705 Leipzig) (verloren gegaan)                       | de componist, naar een andere bron                                   |
| 1708          | Adonis (TWV 21:4)                                                                                      | 3 aktes           | 1708, Leipzig                                              |                                                                      |
| 1709          | Mario (TWV 21:6)                                                                                       | 3 aktes           | 1709, Leipzig                                              | Duitse vertaling naar Silvio Stampiglia                              |
| 1719 rev.1724 | Die Satyrn in Arcadien; rev. versie: Der neumodische Liebhaber Damon                                   | 3 aktes           | 1719, Leipzig; rev. versie: 30 augustus 1724, Hamburg      | de componist, naar Pietro Pariati                                    |
| 1721          | Der gedultige Socrates (TWV 21:9)                                                                      | 3 aktes           | 28 januari 1721, Hamburg                                   | Johann Ulrich König, naar Niccolò Minato                             |
| 1721          | Ulysses                                                                                                |                   |                                                            |                                                                      |
| 1721          | Sancio of Die siegende Großmuth (TWV 21:20)                                                            | 3 aktes           | 6 oktober 1721, Hamburg                                    | Johann Ulrich König, naar Francesco Silvani                          |
| 1722          | Der Sieg der Schönheit rev. versie als: Gensericus (TWV 21:10)                                         | 3 aktes           | 13 juli 1722, Hamburg; rev. versie 1725, Braunschweig      | Christian Heinrich Postel, bewerkt van Christian Friedrich Weichmann |
| 1723          | Das Ende der babylonischen Gefangenschaft of Belsazar (TWV 21:11)                                      | twee keer 3 aktes | 1e deel: 19 juli 1723; 2e deel: 22 september 1723, Hamburg | Joachim Beccau                                                       |
| 1724          | Der Schluß des Carnevals (TWV 21:13)                                                                   | 3 aktes           | 21 februari 1724, Hamburg                                  |                                                                      |
| 1724          | Omphale (TWV 21:14)                                                                                    | 5 aktes           | 1724, Hamburg                                              | de componist, naar Houdart de la Motte                               |
| 1724          | Adelheid of Die ungezwungene Liebe (TWV 21:16)                                                         | 3 aktes           | 1724, Bayreuth                                             | naar Johann Christian Hallmann                                       |
| 1725          | Cimbriens allgemeines Frolocken                                                                        |                   | 17 februari 1725, Hamburg                                  |                                                                      |
| 1725          | La Capricciosa e il Credulo ook Die geliebte Eigensinnige und der leichtgläubige Liebhaber (TWV 21:16) | 1 akte            | augustus/september 1725, Hamburg                           | Johann Philipp Praetorius                                            |
| 1725          | Die ungleiche Heirath oder das herrsch-süchtige Cammer-Mädgen                                          | 1 akte            | 27 september 1725, Hamburg                                 | Johann Philipp Praetorius, naar Pietro Pariati                       |
| 1726          | Orpheus, oder Die wunderbare Beständigkeit der Liebe                                                   | 3 aktes           | 9 maart 1726, Hamburg                                      | Georg Philipp Telemann, naar Friedrich Christian Bressand            |
| 1727          | Buffonet und Alga (TWV 21:21)                                                                          | 1 akte            | 14 juli 1727, Hamburg                                      | Christoph Gottlieb Wendt                                             |
| 1727          | Calypso (TWV 21:19)                                                                                    |                   | 1727, Hamburg                                              |                                                                      |
| 1727          | Die Amours der Vespetta of Der Galan in der Kiste (TWV 21:22)                                          | 1 akte            | 1 oktober 1727, Hamburg                                    | C. W. Haken                                                          |
| 1727-1728     | Die verkehrte Welt (TWV 21:23)                                                                         | 3 aktes           | 10 februari 1728, Hamburg                                  | Johann Philipp Praetorius, naar René le Sage                         |
| 1728          | Miriways, (TWV 21: 24)                                                                                 | 3 aktes           | 26 mei 1728, Hamburg                                       | Johann Samuel Müller                                                 |
| 1728          | Die Last-tragende Liebe, oder Emma und Eginhard, (TWV 21:25)                                           | 3 aktes           | 22 november 1728, Hamburg                                  | Christoph Gottlieb Wendt                                             |
| 1729          | Aesopus bey Hofe (TWV 21:26)                                                                           | 3 aktes           |                                                            | Johann Mattheson, naar Pietro Pariati                                |
| 1729          | Flavius Bertaridus, König der Longobarden, (TWV 21: 27)                                                | 3 aktes           | 23 november 1729, Hamburg                                  | Christoph Gottlieb Wendt en de componist, naar Steffano Ghigi        |
| 1730          | Margaretha, Königin in Castilien (TWV 21:29)                                                           | 5 aktes           | 10 augustus 1730, Hamburg                                  | Johann Georg Hamann                                                  |
| 1731          | Die Flucht des Aeneas                                                                                  |                   | 19 november 1731, Hamburg                                  |                                                                      |
| 1732          | Judith, Gemahlin Kayser Ludewig des Frommen                                                            |                   | 27 november 1732, Hamburg                                  |                                                                      |
| 1732-1733     | Der Weiseste in Sidon (TWV 21:30)                                                                      | 3 aktes           | 4 februari 1733, Hamburg                                   | Johann Georg Hamann, naar Silvio Stampiglia                          |
| 1736          | Orasia oder Die rachgierige Liebe (TWV 21:31)                                                          |                   | oktober 1736, Hamburg                                      |                                                                      |
| 1737          | Prologus der Musen                                                                                     |                   | 30 september 1737, Hamburg                                 |                                                                      |
| 1761          | Don Quichotte auf der Hochzeit des Comacho; of Don Quixotte, der Löwenritter (TWV 21:32)               |                   | 1761, Hamburg (concertant)                                 | Daniel Schiebeler                                                    |
|               | Adam und Eva (TWV 21:33)                                                                               |                   |                                                            |                                                                      |
|               | Hercules und Alceste (TWV 21:34)                                                                       |                   |                                                            |                                                                      |
|               | Herodes und Marianne (TWV 21:35)                                                                       |                   |                                                            |                                                                      |

#### Opera's waarvan auteurschap van Telemann onzeker is
- 1716/1718 Jupiter und Semele, toeschrijving aan Telemann van Gottfried Ephraim Scheibelt in 1721
- 1723 Alarich oder Die Straf-Ruthe des verfallenen Roms, opera in 3 aktes - première: 2 augustus 1723, Bayreuth

### Vocale muziek met orkest of instrumenten
- 1725-1726 Ist Widerwärtigkeit den Frommen eigen, cantate voor sopraan, viool en basso continuo voor de zondag na Epiphany
- 1740 Grand Motet: Deus judicum tuum regi da (71 Psalm), TWV 7:7, voor solisten, groot koor en orkest
- Diess ist der Gotteskinder Last, voor zondag Jubilate voor sopraan, hobo en basso continuo

### Kamermuziek
- 1728/1732 Twaalf methodische sonaten, voor viool en dwarsfluit
- 1730-1731 6 (Neue) Sonatinen, voor blokfluit en basso continuo
- Essercizii musici, (twaalf soli en twaalf trii) voor verschillende instrumenten
- 12 Fantasieën, (TWV 40: 14-25), voor viool solo (zonder basso continuo)
- 12 (Parijse) kwartetten, voor fluit, viool, cello en basso continuo
- Partiten - Die kleine Kammermusik
  1. Bes-majeur voor blokfluit en basso continuo
  2. G-majeur voor fluit (of hobo) en basso continuo
  3. c-mineur voor viool en basso continuo
  4. g-mineur voor hobo en basso continuo
  5. e-mineur voor blokfluit en basso continuo
  6. Es-majeur voor viool en basso continuo
- Sonate G-majeur, voor althobo, klavecimbel (orgel) en basso continuo
- Sonate a tre in A-majeur, voor 2 dwarsfluiten (of violen) en basso continuo
- 12 fantasieën voor fluit solo (zonder basso continuo)

### Werken voor orgel
- 48 Koraalbewerkingen, (2- en 3-stemmig) (TWV31) voor orgel
- 20 Fuga's, (TWV 30), voor orgel
- Fughetta F-majeur, (TWV 30: 27), voor orgel
- Fughetta D-majeur, (TWV 30: 28), voor orgel
- Nun freut euch liebe Christengemeinde, koraalvariaties
- Nun kommt der Heiden Heiland, orgelkoraal
- Sonate g-mineur, voor trompet (hobo) en orgel

### Werken voor klavecimbel
- 6 Ouvertüren-Suiten
- 36 Fantasiën, (TWV 33)
- 12 Fantasiën, (TWV 40: 2-13)